# Service jésuite des réfugiés
Pour les articles homonymes, voir JRS.
Le Service jésuite des réfugiés (mieux connu sous son sigle anglais JRS, le Jesuit Refugee Service) est une organisation catholique internationale d’inspiration jésuite qui a pour mission d’accompagner, servir et défendre les droits des réfugiés et personnes déplacées. Elle a été fondée en 1980.

## JRS International
Cette section ne s'appuie pas, ou pas assez, sur des sources secondaires ou tertiaires indépendantes du sujet.

Pour l'améliorer, ajoutez-en, ou placez des modèles {{Source secondaire souhaitée}} ou {{Source secondaire nécessaire}} sur les passages mal sourcés. (avril 2022)

### Origine
Lors d’un voyage en Asie, en fin d’année 1979, Pedro Arrupe, Supérieur général des jésuites, est profondément ému par ce qu’il voit: la détresse des « boat-people » du Vietnam. À son retour à Rome il écrit une lettre aux supérieurs provinciaux leur demandant aide et suggestions pour une réponse corporative de la Compagnie de Jésus au problème des réfugiés. La réponse est  très positive, non seulement en aide matérielle et argent : des jésuites également offrent leur service et leur compétence. En novembre 1980, le Service jésuite des réfugiés est officiellement fondé pour coordonner et soutenir cette œuvre créée d’abord auprès des réfugiés du Vietnam. Dans sa lettre Arrupe explique qu’il considère ce service comme une forme tout à fait moderne d’apostolat, inspiré de plus par l’engagement de la Compagnie de Jésus à œuvrer pour « une foi qui travaille pour la justice » dans le monde (32e Congrégation Générale).

### Objectifs du Service des réfugiés
- Même si d’inspiration jésuite, JRS est ouvert à tous ceux qui désirent d’une manière ou d’une autre collaborer à cette œuvre. Les membres de JRS travaillent principalement sur le terrain, vivant dans les camps, avec les réfugiés, y subvenant aux besoins essentiels (avec l’aide du UNHCR et d’autres organisations humanitaires). Ils y portent une attention particulière à l’éducation des jeunes, y organisent une vie culturelle et sociale et tout ce qui peut aider les réfugiés à garder leur dignité humaine et racines culturelles.
- JRS rassemble documentation et information sur le problème des réfugiés dans le monde afin de sensibiliser les jésuites eux-mêmes et l’opinion mondiale en général sur la gravité du problème, et obtenir de nouvelles sources d’assistance, gouvernementale ou autres.
- JRS exerce également un travail de « advocacy » et de « lobbying » auprès des institutions et organisations internationales, pour y pousser les pays et gouvernements responsables du problème à prendre leurs responsabilités et à trouver une solution juste qui permettent aux réfugiés et personnes déplacées de rentrer chez elles. En certaines circonstances, JRS tente également un processus de « résolution des conflits ».
- Par ses publications et quelques bourses  JRS encourage la recherche sur les causes du problème des réfugiés afin que des initiatives de prévention puissent être mises en route.

### Survol des projets
- Vers 2010, des volontaires et bureaux de JRS sont présents dans 57 pays, mais l’organisation est surtout active sur le terrain :
  - Assistance d’urgence : Éthiopie, Ouganda, Zimbabwe, Indonésie (Aceh), Inde, Sri Lanka (Tsunami)
  - Projets d’éducation : Tanzanie, Ouganda, Soudan (Darfur), Burundi, RD Congo (enfants soldats), Rwanda, Namibie, Angola, Malawi, Afrique du Sud, Zambie, Zimbabwe, Libéria, Tchad, Thaïlande, Inde (Tamil Nadu), Népal, Sri Lanka, Rép. Dominicaine
  - Projets de santé : Burundi, Indonésie (Aceh), Kosovo (victimes de mines)
  - Projets sociaux et communautaires : Éthiopie, Tanzanie (radio Kwizera), Roumanie
  - Projets pastoraux (chrétien) : Ouganda, Venezuela
  - « Advocacy » : Indonésie (contre les mines antipersonnel), Népal (réfugiés bhoutanais), Europe (immigrants illégaux), Haïti, Panama, États-Unis,
- JRS est engagé dans la recherche sur les « migrations forcées » aux universités d'Oxford et de Bilbao (Espagne) où des chaires au nom de Pedro Arrupe furent créées. Outre l’enseignement, ceux qui sont titulaires de ces chaires offrent un service de consultance sur la problématique de ces migrations forcées aux Églises, et organisations gouvernementales ou non.

- Depuis 2011, la guerre en Syrie, JRS est fortement engagé dans l'accueil d'urgence des déplacés internes syriens à Damas, Homs, et Aleppo et s'occupe de réfugiés syriens au Liban et en Iraq dans plusieurs centres d'accueil et d'enseignement, parmi lequel le Centre Frans van der Lugt, à Bourj Hammoud, Beyrouth, Liban, ouvert le 20 juin 2014 et qui porte le nom du père Frans van der Lugt, assassiné à Homs, avril 2014[1].
- En 2015, JRS a pu donner de l'enseignement à 141 000 réfugiées. En 2016, JRS organise la campagne Mercy in Motion en vue de pouvoir donner accès à l'enseignement à 100 000 jeunes refugiés en plus[2].

### Finances
- En 2006 le budget de JRS s’est élevé à 26 millions de dollars, venant grosso modo de 5 sources différentes : les donateurs privés, le UNHCR, les Églises et agences catholiques, la Caritas internationale et la Compagnie de Jésus.
- En 2015, le budget s'est élevé à 51 millions de dollars de revenus et de 44 million de dollars de dépenses avec seulement 1,7 million de dollars pour l'office international interne[3].

## JRS France
JRS France est une association loi de 1901, reconnue d’intérêt général, créée en 2009, et rattachée à l'organisation non gouvernementale JRS International. JRS  France cherche a accompagner et défendre toutes personnes déplacées par force, notamment les demandeurs d'asile et réfugiés, sans faire de prosélytisme religieux. L'association lutte contre l'isolement et l'exclusion sociale des personnes exilées. Elle est présente en France dans une quarantaine d'antennes.
L'accompagnement des personnes déplacées par force se fait par le biais de 8 programmes : hospitalité et hébergement temporaire en ville dans des familles bénévoles, école de français, activités culturelles et sportives de co-construction, accompagnement juridique, aide au retour à l’emploi ou à l’orientation vers des formations...

### JRS Welcome
L'un des programmes de l'association, JRS Welcome, propose un hébergement provisoire au sein d’un réseau national de familles (1 500 familles en 2020), pour des personnes non prises en charge par le Dispositif National d’Accueil. Ce service est présent dans une quarantaine d'antennes partout en France, dont Angers, Annecy, Bourg en Bresse, Cherbourg-en-Cotentin, Flers, Le Havre, Lyon,, Martigues, Marseille,, Metz,Nantes,, Nice, Saint-Étienne, Strasbourg,,, Toulouse, Tours, Villeneuve-Tolosane, Bordeaux, Nantes, Rennes ou Clermont-Ferrand etc. .
Cette hospitalité est donnée sans contrepartie ; elle peut durer jusqu’à 9 mois, avec un changement de famille toutes les 4 à 6 semaines. La famille propose de partager au moins un repas par semaine. L’accompagnement individuel de l’accueilli est assuré par un accompagnateur, lien indispensable avec la famille d’accueil et avec la personne accueillie. L'initiative a permis d'accueillir plus de 400 personnes sur l'année 2020[réf. nécessaire]. Les personnes accueillies sont pour la plupart en demande d'asile.

### JRS Jeunes
Le programme JRS Jeunes propose de nombreux moments de convivialité via des activités très diverses (activités sportives, culturelles, etc.). Le programme JRS Jeunes permet à des jeunes (ou moins jeunes), demandeurs d’asiles, réfugiés ou locaux, de se rencontrer et de se connaître autour d’activités communes et créatives qu’ils co-animent sur un pied d’égalité. En 2021, plus de 1450 participants ont pris part à 600 activités dans 10 antennes actives. Ces activités sont ouvertes à toutes et tous, et sont gratuites. Ce programme est soutenu depuis 2019 par la Délégation Interministérielle à l'Accueil et à l'Intégration des Réfugiés.

## Distinctions
- Docteur honoris causa de l'université Saint-Joseph de Beyrouth (2016)[31]